# Okzhetpes Futbol Kluby
FC Okzhetpes é uma equipe cazaque de futebol com sede em Kokshetau. Disputa a primeira divisão do Cazaquistão (Campeonato Cazaque de Futebol).
Seus jogos são mandados no Okzhetpes Stadium, que possui capacidade para 10.000 espectadores.

## História
O FC Okzhetpes foi fundado em 1957.